# Sicilské Apeniny

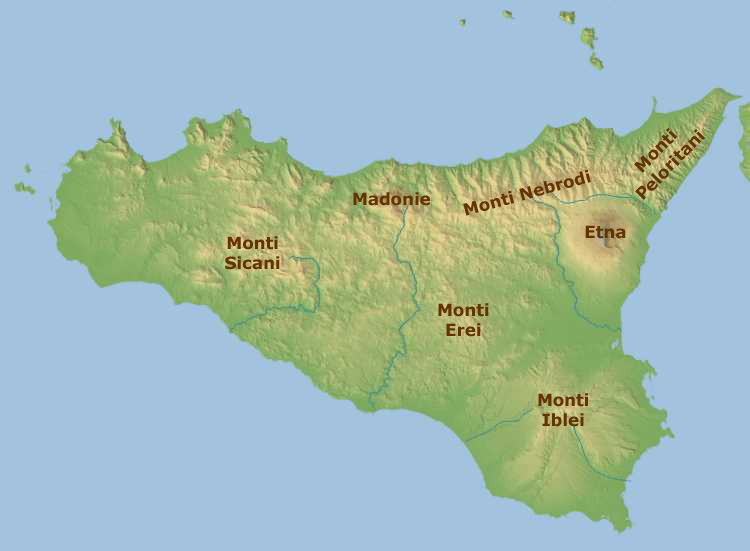
Sicilské Apeniny: Madonie, Nebrodi, Peloritani

Sicilské Apeniny (italsky  Appennino siculo) tvoří řada horských pásem při severovýchodním pobřeží Sicílie. Pohoří jsou tvořena krystalickými horninami i vápenci (s krasovými útvary). Dosahují výšky až ke 2 000 m. Nejvyšší horou Sicilských Apenin je Pizzo Carbonara (1 979 m), druhá nejvyšší hora Sicílie po Etně.

## Členění
Sicilské Apeniny tvoří tři horská pásma:
- Peloritani
- Nebrodi
- Madonie

## Geografie
Sicilské Apeniny jsou od Kalabrijských Apenin odděleny Messinským průlivem (délka 3,5 km, hloubka 115 m). Na jihovýchod od Sicilských Apenin leží Etna. Jižně a jihozápadně leží vnitrozemské vrchoviny Monti Erei a Monti Sicani.